# The Practice (2023)
The Practice (Originaltitel La práctica) ist eine Tragikomödie von Martín Rejtman. In dem Film spielt Esteban Bigliardi einen in Santiago de Chile lebenden Yogalehrer, der nach einer Knieverletzung sein chaotisches Leben wieder auf die Reihe zu bekommen versucht. Die Koproduktion von Argentinien, Chile, Portugal und Deutschland feierte im September 2023 beim San Sebastián International Film Festival ihre Premiere.

## Handlung
Gustavo stammt eigentlich aus Buenos Aires, ist aber der Liebe wegen nach Santiago de Chile gezogen, wo er als Yogalehrer arbeitet. Nach der Trennung von seiner Frau Vanessa ist Gustavo aus der gemeinsamen Wohnung ausgezogen und bei seinem ehemaligen Schwager untergekommen. Sie betreiben aber weiterhin zusammen eine Yogaschule.
Nach einer Knieverletzung muss sich Gustavo eine berufliche Auszeit nehmen. Er ist nun damit beschäftigt, seinen Körper wieder fit und sein chaotisches Leben wieder auf die Reihe zu bekommen.

## Produktion

### Filmstab und Besetzung
Regie führte Martín Rejtman der auch das Drehbuch schrieb. Es handelt sich um den achten Spielfilm des Argentiniers.

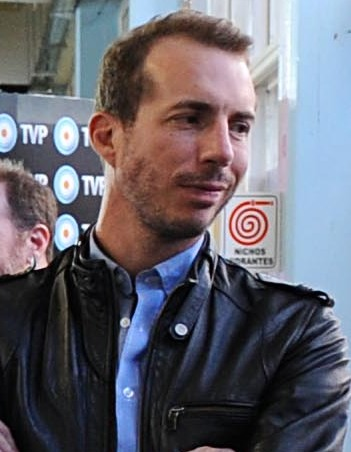
Esteban Bigliardi spielt den Yogalehrer Gustavo

Sein Landsmann Esteban Bigliardi, bekannt aus Filmen wie Rätselhafte Welt und Die Missetäter von Rodrigo Moreno, ist in der Hauptrolle als der Yogalehrer Gustavo zu sehen. Manuela Oyarzún spielt seine Ex-Frau Vanessa. Gabriel Canas spielt deren neuen Partner Rodrigo, Mirta Busnelli Gustavos Mutter, Maria Siebald seine Schwester Macarena und Elvis Fuentes deren Ehemann Felipe. Celine Wempe spielt seine deutsche Schülerin Steffi und Catalina Saavedra seine Therapeutin.

### Veröffentlichung
Die Premiere von The Practice erfolgte am 25. September 2023 beim San Sebastián International Film Festival. Ab Ende September 2023 wurde der Film beim New York Film Festival und Anfang Oktober 2023 beim London Film Festival gezeigt. Im November 2023 wurde er beim Festival Internacional de Cine de Mar del Plata und beim Internationalen Filmfestival Thessalonik vorgestellt. Im April 2024 wurde er beim Miami Film Festival gezeigt. Ende April 2024 wird er beim San Francisco International Film Festival vorgestellt. Ende Juni 2024 wird The Practice beim Filmfest München vorgestellt.

## Rezeption

### Kritiken
Ursula Rathensteiner schreibt in ihrer Kritik bei uncut.at, man merke den literarischen Einfluss auf die Erzählweise in Martín Rejtmans Film stark. Die Dialoge wirkten manchmal weniger wie echte Gespräche, eher wie deklamiert, was man mögen könne, aber Distanz zum Erzählten und zum Alltag schaffe.

### Auszeichnungen
San Sebastián International Film Festival 2023
- Nominierung für die Goldene Muschel[12][3]